# Käthe Korth
Käthe Korth (geborene Knoll; * 20. November 1902 in Strzelce (Chodzież); † 11. Mai 1982 in Berlin) war eine deutsche Schriftstellerin.

## Leben
Die Tochter eines Güterdirektors besuchte die höhere Töchterschule in Chodzież und später in Bromberg. Sie heiratete 1925. Sie lebte im Havelland und der Niederlausitz.

## Veröffentlichungen (Auswahl)
- Gelebte Tage, Salzer Verlag, Heilbronn 1957, OCLC 73507405.
- In einer Nacht wie dieser – Weihnachtserzählungen, Salzer Verlag, Heilbronn 1962, OCLC 73507402.
- Christina: Erzählung, Salzer Verlag, Heilbronn 1963, OCLC 251120600.
- Heike und die Brüder Ohlsen, Salzer Verlag, Heilbronn 1965, OCLC 73507399.
- Ein Stückchen Erde. Aus meinen Kindertagen, Salzer Verlag 1976, ISBN 3-7936-0503-5.
- Eine Ferienlänge. Erzählung, Berlin 1978, ISBN 3-7674-0151-7.